# Liste des choix de repêchages des Mariners de San Diego
Cette liste contient tous les joueurs de hockey sur glace ayant été repêchés par les Mariners de San Diego, franchise de l'Association mondiale de hockey. Les joueurs listés ci-dessus n'ont pas obligatoirement joué un match sous le maillot de l'équipe.
Elle regroupe les joueurs depuis le Repêchage de 1973 organisé par l'AMH, jusqu’au Repêchage de 1976. Avant de devenir les Mariners, la franchise évolue dans le New Jersey sous le nom des Knights du New Jersey et participe à un repêchage. Les joueurs sont classés par année de repêchage. Les deux premières colonnes donnent le rang et le tour duquel le joueur a été repêché suivis de son nom, de sa nationalité et de sa position de jeu.

## Les repêchages amateurs

### 1973
| No  | Tour | Nom                | Nationalité | Position      |
| --- | ---- | ------------------ | ----------- | ------------- |
| 16  | 2e   | Al Sims            | Canada      | Défenseur     |
| 28  | 3e   | John Wensink       | Canada      | Ailier gauche |
| 54  | 5e   | Doug Marit         | Canada      | Défenseur     |
| 67  | 6e   | Dennis Ververgaert | Canada      | Ailier droit  |
| 80  | 7e   | Lowell Ostlund     | Canada      | Défenseur     |
| 93  | 8e   | Paul Granchukoff   | États-Unis  | Ailier droit  |
| 104 | 9e   | Rick Austin        | Canada      | Ailier droit  |
| 115 | 10e  | Brian Dick         | Canada      | Centre        |

### 1974
| No  | Tour | Nom             | Nationalité | Position       |
| --- | ---- | --------------- | ----------- | -------------- |
| 6   | 1er  | Brad Rhiness    | Canada      | Centre         |
| 21  | 2e   | Kevin Devine    | Canada      | Ailier gauche  |
| 36  | 3e   | James Warden    | États-Unis  | Gardien de but |
| 51  | 4e   | Jamie Bateman   | Canada      | Ailier gauche  |
| 56  | 4e   | Derrick Emerson | Canada      | Ailier droit   |
| 65  | 5e   | Mike Boland     | Canada      | Défenseur      |
| 80  | 6e   | Ray Maluta      | Canada      | Défenseur      |
| 95  | 7e   | Greg Holst      | Canada      | Centre         |
| 110 | 8e   | Mike McKegney   | Canada      | Ailier droit   |
| 125 | 9e   | Brian Bye       | Canada      | Centre         |
| 153 | 11e  | Firmin Royer    | Canada      | Centre         |
| 166 | 12e  | Bob Elinesky    | Canada      | Défenseur      |
| 178 | 13e  | Mitch Giroux    | Canada      | Ailier droit   |
| 188 | 14e  | Bob Blanchet    | Canada      | Gardien de but |
| 6   | S    | Rick Chartraw   | Canada      | Défenseur      |

### 1975
| No  | Tour | Nom            | Nationalité | Position       |
| --- | ---- | -------------- | ----------- | -------------- |
| 12  | 1er  | Jamie Masters  | Canada      | Défenseur      |
| 27  | 2e   | Rick Adduono   | Canada      | Centre         |
| 42  | 3e   | Bob Watson     | Canada      | Ailier droit   |
| 57  | 4e   | Dan Blair      | Canada      | Ailier droit   |
| 71  | 5e   | Craig Crawford | Canada      | Centre         |
| 85  | 6e   | Alex Tidey     | Canada      | Ailier droit   |
| 98  | 7e   | Rick Lalonde   | Canada      | Défenseur      |
| 110 | 8e   | Kelly Secord   | Canada      | Ailier droit   |
| 122 | 9e   | Alex Forsyth   | Canada      | Centre         |
| 135 | 10e  | Don Edwards    | Canada      | Gardien de but |
| 148 | 11e  | Dale Anderson  | Canada      | Défenseur      |
| 159 | 12e  | Bruce O'Grady  | Canada      | Centre         |

### 1976
| No  | Tour | Nom             | Nationalité | Position       |
| --- | ---- | --------------- | ----------- | -------------- |
| 5   | 1er  | Dave Farrish    | Canada      | Défenseur      |
| 23  | 3e   | Romano Carlucci | Canada      | Ailier droit   |
| 25  | 3e   | Mark Suzor      | Canada      | Défenseur      |
| 29  | 3e   | Tony Horvath    | Canada      | Défenseur      |
| 41  | 4e   | John Smrke      | Canada      | Centre         |
| 53  | 5e   | Archie King     | Canada      | Ailier droit   |
| 65  | 6e   | Rick Hodgson    | Canada      | Défenseur      |
| 77  | 7e   | Rob Tudor       | Canada      | Centre         |
| 89  | 8e   | Claude Legris   | Canada      | Gardien de but |
| 100 | 9e   | Don Moores      | Canada      | Centre         |
| 111 | 10e  | Ron Roscoe      | Canada      | Défenseur      |